# Кубок мира по горнолыжному спорту 2011/2012
Кубок мира по горнолыжному спорту сезона 2011/2012 годов — 46-й по счёту сезон Кубка мира, который начался 22 октября 2011 года в австрийском Зёльдене и завершился 18 марта 2012 года в австрийском Шладминге.
В феврале 2012 года старты мужчин и женщин прошли в Сочи, на трассах зимних Олимпийских игр 2014 года на горнолыжном курорте Роза Хутор в Красной Поляне. Кроме России ещё одна страна впервые в истории принимала у себя этап Кубка мира по горнолыжному спорту — Андорра (Россия и Андорра стали 24-й и 25-й странами, принявшими у себя этапы Кубка мира). Сезон 2011/2012 — единственный в 4-годичном цикле международного горнолыжного спорта, в котором не проходят ни чемпионат мира, ни Олимпийские игры.

## Обзор сезона

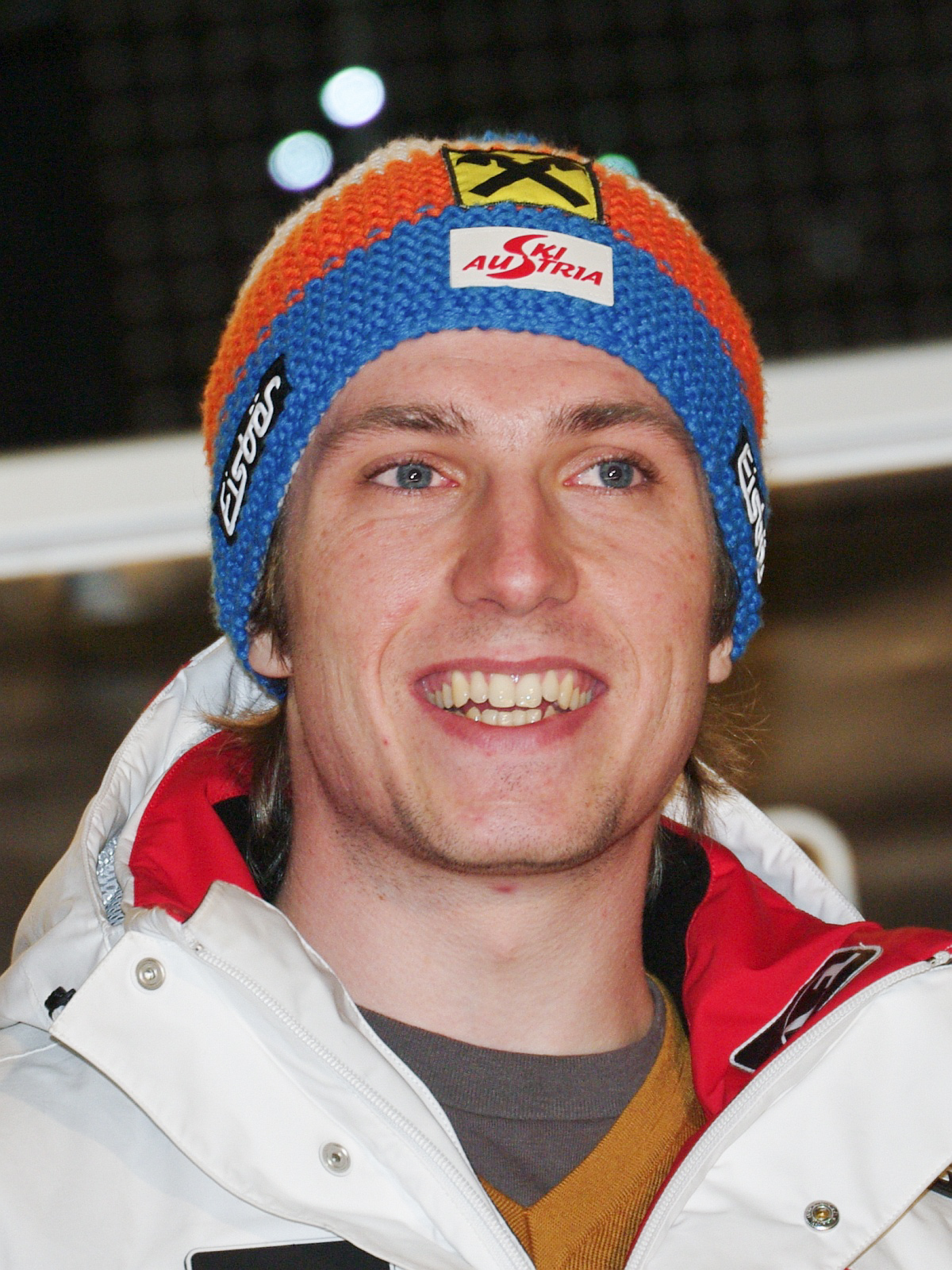
23-летний Марсель Хиршер впервые в карьере победил в Кубке мира, благодаря своим успехам в слаломе и гигантском слаломе

Действующими обладателями Кубка мира по итогам предыдущего сезона являлись хорват Ивица Костелич и немка Мария Хёфль-Риш (до этого сезона выступавшая под девичьей фамилией Риш).
У женщин четвёртую в карьере победу в общем зачёте одержала американка Линдси Вонн. Вонн уверенно захватила лидерство с начала сезона и уже за пять стартов до окончания обеспечила себе победу. Особенно удался Вонн отрезок в начале декабря, когда за 6 дней она выиграла 3 скоростных спуска и 1 супергигант на трассах Канады и США. Кроме того, Вонн впервые в карьере одержала победу на этапе в гигантском слаломе, таким образом на её счету есть победы во всех 5 современных дисциплинах.
У мужчин борьба за победу в общем зачёте была гораздо напряжённее. С самого начала сезона успешно выступали Марсель Хиршер (специалист слаломных дисциплин), Беат Фойц (отдающий предпочтение скоростным видам) и обладатель Кубка мира 2010/11 Ивица Костелич. В начале января, благодаря 3 подряд победам, лидерство захватил Хиршер. Затем Костелич провёл ряд удачных гонок, за 10 дней одержав 3 победы, и вышел в лидеры общего зачёта. 12 февраля в Красной Поляне Костелич победил в суперкомбинации, но травмировал колено на трассе слалома, и был вынужден пропустить несколько недель. В начале марта в норвежском Квитфьелле успешно выступил Фойц (первое, третье и четвёртое места в трёх подряд стартах) и вышел в лидеры общего зачёта. Хиршер приблизился к Фойцу после третьего места в гигантском слаломе на этапе в Краньской-Горе. Вернувшийся после травмы Костелич не сумел восстановить свою форму и показывал слабые результаты. Судьба Кубка мира решилась на последнем этапе сезона в Шладминге. В начале Фойц занял второе место в скоростном спуске и упрочил своё лидерство (Хиршер не выступал). 15 марта состоялся супергигант. Хиршер всего лишь 4-й раз в карьере вышел на старт Кубка мира в этом виде (до этого его лучшим результатом было 11-е место в декабре 2009 года). Достаточно неожиданно Марсель очень уверенно прошёл трассу и занял третье место, лишь 0,06 сек уступив победителю Кристофу Иннерхоферу. Фойц, один из лидеров Кубка мира в этой дисциплине, к своему разочарованию ошибся на трассе и сошёл. Благодаря этому успеху Хиршер вплотную приблизился к швейцарцу в общем зачёте. 17 марта Марсель выиграл гигантский слалом (9-я победа австрийца на этапах в сезоне), а Фойц остался лишь 21-м, и Хиршер возглавил общий зачёт Кубка мира, на 25 очков опережая Беата (австриец также выиграл зачёт гигантского слалома). Фойц решил не выступать в последнем слаломе сезона (за всю карьеру он не набрал ни одного очка в слаломе на этапах Кубка мира), и Хиршер выиграл большой Хрустальный глобус вне зависимости от последнего результата.
В зачёте Кубка наций 23-ю победу подряд по итогам сезона одержали австрийцы. В мужском зачёте австрийцы победили в 20-й раз подряд, а в женском — в 14-й. Второе место в общем зачёте заняли итальянцы, впервые за 5 лет потеснив швейцарцев. При этом ни один итальянец или итальянка не попали даже в 10-ку лучших личного общего зачёта Кубка. Шаг назад швейцарцев объясняется в первую очередь слабым выступлением женщин — после травм Доминики Гизин и Фабьенн Сутер страну на многих этапах представляла одна лишь Лара Гут, для которой сезон в целом сложился не очень удачно.

## Общий зачёт
| №  | Горнолыжник          | Очки |
| -- | -------------------- | ---- |
| 1  | Марсель Хиршер       | 1355 |
| 2  | Беат Фойц            | 1330 |
| 3  | Аксель Лунд Свиндаль | 1131 |
| 4  | Ивица Костелич       | 1064 |
| 5  | Ханнес Райхельт      | 1024 |
| 6  | Дидье Кюш            | 982  |
| 7  | Клаус Крёлль         | 909  |
| 8  | Хьетиль Янсруд       | 855  |
| 9  | Тед Лигети           | 853  |
| 10 | Алексис Пентюро      | 845  |
| 11 | Андре Мюрер          | 781  |
| 12 | Бенджамин Райх       | 771  |
| 13 | Ромед Бауман         | 758  |
| 14 | Адриен Тео           | 628  |
| 15 | Боде Миллер          | 612  |
| 16 | Ян Худек             | 548  |
| 17 | Кристоф Иннерхофер   | 540  |
| 18 | Дидье Дефаго         | 538  |
| 19 | Эрик Гэй             | 537  |
| 20 | Фриц Допфер          | 518  |

| №  | Горнолыжница         | Очки |
| -- | -------------------- | ---- |
| 1  | Линдси Вонн          | 1980 |
| 2  | Тина Мазе            | 1402 |
| 3  | Мария Хёфль-Риш      | 1227 |
| 4  | Джулия Манкусо       | 1020 |
| 5  | Анна Феннингер       | 994  |
| 6  | Элизабет Гёргль      | 987  |
| 7  | Виктория Ребенсбург  | 947  |
| 8  | Марлис Шильд         | 925  |
| 9  | Тина Вайратер        | 674  |
| 10 | Михаэла Кирхгассер   | 636  |
| 11 | Катрин Цеттель       | 585  |
| 12 | Тесса Ворле          | 539  |
| 13 | Таня Поутиайнен      | 477  |
| 14 | Лара Гут             | 457  |
| 15 | Даниела Меригетти    | 407  |
| 16 | Ирене Куртони        | 396  |
| 17 | Вероника Зузулова    | 390  |
| 18 | Дж. Линделль-Викарбю | 389  |
| 18 | Фабьенн Зутер        | 389  |
| 20 | Федерика Бриньоне    | 381  |

## Календарь сезона

### Легенда
- П — параллельный слалом (городской старт — city event)

В скобках после имени победителя указано который по счёту этап Кубка мира за карьеру был выигран

### Мужчины
| Дата        | Место                   | Вид | Победитель                                                                                   | Второе место                                                                                 | Третье место                                                                                 | Ссылка                                                                                       |
| ----------- | ----------------------- | --- | -------------------------------------------------------------------------------------------- | -------------------------------------------------------------------------------------------- | -------------------------------------------------------------------------------------------- | -------------------------------------------------------------------------------------------- |
| 23 окт 2011 | Зёльден, Австрия        | Г   | Тед Лигети (9)                                                                               | Алексис Пентюро                                                                              | Филипп Шёргхофер                                                                             |                                                                                              |
| 13 ноя 2011 | Леви, Финляндия         | Сл  | Гонка отменена из-за недостатка снега и перенесена на 21 декабря в австрийский Флахау        | Гонка отменена из-за недостатка снега и перенесена на 21 декабря в австрийский Флахау        | Гонка отменена из-за недостатка снега и перенесена на 21 декабря в австрийский Флахау        | Гонка отменена из-за недостатка снега и перенесена на 21 декабря в австрийский Флахау        |
| 26 ноя 2011 | Лейк Луиз, Канада       | СС  | Дидье Кюш (18)                                                                               | Беат Фойц                                                                                    | Ханнес Райхельт                                                                              |                                                                                              |
| 27 ноя 2011 | Лейк Луиз, Канада       | СГ  | Аксель Лунд Свиндаль (15)                                                                    | Дидье Кюш                                                                                    | Адриен Тео                                                                                   |                                                                                              |
| 2 дек 2011  | Бивер-Крик, США         | СС  | Боде Миллер (33)                                                                             | Беат Фойц                                                                                    | Клаус Крёлль                                                                                 |                                                                                              |
| 3 дек 2011  | Бивер-Крик, США         | СГ  | Сандро Вилетта (1)                                                                           | Аксель Лунд Свиндаль                                                                         | Беат Фойц                                                                                    |                                                                                              |
| 4 дек 2011  | Бивер-Крик, США         | Г   | Марсель Хиршер (4)                                                                           | Тед Лигети                                                                                   | Фриц Допфер                                                                                  |                                                                                              |
| 6 дек 2011  | Бивер-Крик, США         | Г   | Тед Лигети (10)                                                                              | Марсель Хиршер                                                                               | Хьетиль Янсруд                                                                               |                                                                                              |
| 8 дек 2011  | Бивер-Крик, США         | Сл  | Ивица Костелич (19)                                                                          | Кристиан Девилле                                                                             | Марсель Хиршер                                                                               |                                                                                              |
| 10 дек 2011 | Валь-д’Изер, Франция    | Г   | Гонка отменена из-за недостатка снега и перенесена на 6 декабря в Бивер Крик                 | Гонка отменена из-за недостатка снега и перенесена на 6 декабря в Бивер Крик                 | Гонка отменена из-за недостатка снега и перенесена на 6 декабря в Бивер Крик                 | Гонка отменена из-за недостатка снега и перенесена на 6 декабря в Бивер Крик                 |
| 11 дек 2011 | Валь-д’Изер, Франция    | Сл  | Гонка отменена из-за недостатка снега и перенесена на 8 декабря в Бивер Крик                 | Гонка отменена из-за недостатка снега и перенесена на 8 декабря в Бивер Крик                 | Гонка отменена из-за недостатка снега и перенесена на 8 декабря в Бивер Крик                 | Гонка отменена из-за недостатка снега и перенесена на 8 декабря в Бивер Крик                 |
| 16 дек 2011 | Валь-Гардена, Италия    | СГ  | Беат Фойц (2)                                                                                | Боде Миллер                                                                                  | Хьетиль Янсруд                                                                               |                                                                                              |
| 17 дек 2011 | Валь-Гардена, Италия    | СС  | Остановлена из-за сильного ветра после старта 21 участника; перенесена на 3 февраля в Шамони | Остановлена из-за сильного ветра после старта 21 участника; перенесена на 3 февраля в Шамони | Остановлена из-за сильного ветра после старта 21 участника; перенесена на 3 февраля в Шамони | Остановлена из-за сильного ветра после старта 21 участника; перенесена на 3 февраля в Шамони |
| 18 дек 2011 | Альта-Бадия, Италия     | Г   | Массимилиано Блардоне (6)                                                                    | Ханнес Райхельт                                                                              | Филипп Шёргхофер                                                                             |                                                                                              |
| 19 дек 2011 | Альта-Бадия, Италия     | Сл  | Марсель Хиршер (5)                                                                           | Джулиано Раццоли                                                                             | Феликс Нойройтер                                                                             |                                                                                              |
| 21 дек 2011 | Флахау, Австрия         | Сл  | Ивица Костелич (20)                                                                          | Андре Мюрер                                                                                  | Кристиан Девилле                                                                             |                                                                                              |
| 29 дек 2011 | Бормио, Италия          | СС  | Дидье Дефаго (4)                                                                             | Патрик Кюнг                                                                                  | Клаус Крёлль                                                                                 |                                                                                              |
| 1 янв 2012  | Мюнхен, Германия        | П   | Этап отменён из-за недостатка снега, переноса на другую дату не было                         | Этап отменён из-за недостатка снега, переноса на другую дату не было                         | Этап отменён из-за недостатка снега, переноса на другую дату не было                         | Этап отменён из-за недостатка снега, переноса на другую дату не было                         |
| 5 янв 2012  | Загреб, Хорватия        | Сл  | Марсель Хиршер (6)                                                                           | Феликс Нойройтер                                                                             | Ивица Костелич                                                                               |                                                                                              |
| 7 янв 2012  | Адельбоден, Швейцария   | Г   | Марсель Хиршер (7)                                                                           | Бенджамин Райх                                                                               | Массимилиано Блардоне                                                                        |                                                                                              |
| 8 янв 2012  | Адельбоден, Швейцария   | Сл  | Марсель Хиршер (8)                                                                           | Ивица Костелич                                                                               | Стефано Гросс                                                                                |                                                                                              |
| 13 янв 2012 | Венген, Швейцария       | СК  | Ивица Костелич (21)                                                                          | Беат Фойц                                                                                    | Боде Миллер                                                                                  |                                                                                              |
| 14 янв 2012 | Венген, Швейцария       | СС  | Беат Фойц (3)                                                                                | Ханнес Райхельт                                                                              | Кристоф Иннерхофер                                                                           |                                                                                              |
| 15 янв 2012 | Венген, Швейцария       | Сл  | Ивица Костелич (22)                                                                          | Андре Мюрер                                                                                  | Фриц Допфер                                                                                  |                                                                                              |
| 20 янв 2012 | Кицбюэль, Австрия       | СГ  | Супергигант отменён из-за дождя и мокрого снега, перенесён на 24 февраля в Кран-Монтану      | Супергигант отменён из-за дождя и мокрого снега, перенесён на 24 февраля в Кран-Монтану      | Супергигант отменён из-за дождя и мокрого снега, перенесён на 24 февраля в Кран-Монтану      | Супергигант отменён из-за дождя и мокрого снега, перенесён на 24 февраля в Кран-Монтану      |
| 21 янв 2012 | Кицбюэль, Австрия       | СС  | Дидье Кюш (19)                                                                               | Ромед Бауман                                                                                 | Клаус Крёлль                                                                                 |                                                                                              |
| 22 янв 2012 | Кицбюэль, Австрия       | Сл  | Кристиан Девилле (1)                                                                         | Марио Матт                                                                                   | Ивица Костелич                                                                               |                                                                                              |
| 22 янв 2012 | Кицбюэль, Австрия       | К   | Ивица Костелич (23)                                                                          | Беат Фойц                                                                                    | Сильван Цурбригген                                                                           |                                                                                              |
| 24 янв 2012 | Шладминг, Австрия       | Сл  | Марсель Хиршер (9)                                                                           | Стефано Гросс                                                                                | Марио Матт                                                                                   |                                                                                              |
| 28 янв 2012 | Гармиш, Германия        | СС  | Дидье Кюш (20)                                                                               | Эрик Гэй                                                                                     | Ханнес Райхельт                                                                              |                                                                                              |
| 29 янв 2012 | Гармиш, Германия        | СГ  | Отмена из-за тумана, перенос на 2 марта в Квитфьелль                                         | Отмена из-за тумана, перенос на 2 марта в Квитфьелль                                         | Отмена из-за тумана, перенос на 2 марта в Квитфьелль                                         | Отмена из-за тумана, перенос на 2 марта в Квитфьелль                                         |
| 3 фев 2012  | Шамони, Франция         | СС  | Клаус Крёлль (4)                                                                             | Боде Миллер                                                                                  | Дидье Кюш                                                                                    |                                                                                              |
| 4 фев 2012  | Шамони, Франция         | СС  | Ян Худек (2)                                                                                 | Ромед Бауман                                                                                 | Эрик Гэй                                                                                     |                                                                                              |
| 5 фев 2012  | Шамони, Франция         | СК  | Ромед Бауман (2)                                                                             | Алексис Пентюро                                                                              | Беат Фойц                                                                                    |                                                                                              |
| 11 фев 2012 | Красная Поляна, Россия  | СС  | Беат Фойц (4)                                                                                | Бенджамин Томсен                                                                             | Адриен Тео                                                                                   |                                                                                              |
| 12 фев 2012 | Красная Поляна, Россия  | СК  | Ивица Костелич (24)                                                                          | Беат Фойц                                                                                    | Тома Мермийо-Блонден                                                                         |                                                                                              |
| 18 фев 2012 | Банско, Болгария        | Г   | Марсель Хиршер (10)                                                                          | Массимилиано Блардоне                                                                        | Марсель Матис                                                                                |                                                                                              |
| 19 фев 2012 | Банско, Болгария        | Сл  | Марсель Хиршер (11)                                                                          | Андре Мюрер                                                                                  | Стефано Гросс                                                                                |                                                                                              |
| 21 фев 2012 | Москва, Россия          | П   | Алексис Пентюро (1)                                                                          | Феликс Нойройтер                                                                             | Андре Мюрер                                                                                  |                                                                                              |
| 24 фев 2012 | Кран-Монтана, Швейцария | СГ  | Дидье Кюш (21)                                                                               | Ян Худек                                                                                     | Бенджамин Райх                                                                               |                                                                                              |
| 25 фев 2012 | Кран-Монтана, Швейцария | СГ  | Бенджамин Райх (36)                                                                          | Адриен Тео                                                                                   | Дидье Кюш                                                                                    |                                                                                              |
| 26 фев 2012 | Кран-Монтана, Швейцария | Г   | Массимилиано Блардоне (7)                                                                    | Марсель Хиршер                                                                               | Ханнес Райхельт                                                                              |                                                                                              |
| 2 мар 2012  | Квитфьелль, Норвегия    | СГ  | Беат Фойц (5)                                                                                | —                                                                                            | Хьетиль Янсруд                                                                               |                                                                                              |
| 2 мар 2012  | Квитфьелль, Норвегия    | СГ  | Клаус Крёлль (5)                                                                             | —                                                                                            | Хьетиль Янсруд                                                                               |                                                                                              |
| 3 мар 2012  | Квитфьелль, Норвегия    | СС  | Клаус Крёлль (6)                                                                             | Хьетиль Янсруд                                                                               | Аксель Лунд Свиндаль                                                                         |                                                                                              |
| 4 мар 2012  | Квитфьелль, Норвегия    | СГ  | Хьетиль Янсруд (1)                                                                           | Аксель Лунд Свиндаль                                                                         | Беат Фойц                                                                                    |                                                                                              |
| 10 мар 2012 | Краньска-Гора, Словения | Г   | Тед Лигети (11)                                                                              | Алексис Пентюро                                                                              | Марсель Хиршер                                                                               |                                                                                              |
| 11 мар 2012 | Краньска-Гора, Словения | Сл  | Андре Мюрер (3)                                                                              | Кристиан Девилле                                                                             | Алексис Пентюро                                                                              |                                                                                              |
| 14 мар 2012 | Шладминг, Австрия       | СС  | Аксель Лунд Свиндаль (16)                                                                    | Беат Фойц                                                                                    | Ханнес Райхельт                                                                              |                                                                                              |
| 15 мар 2012 | Шладминг, Австрия       | СГ  | Кристоф Иннерхофер (3)                                                                       | Алексис Пентюро                                                                              | Марсель Хиршер                                                                               |                                                                                              |
| 17 мар 2012 | Шладминг, Австрия       | Г   | Марсель Хиршер (12)                                                                          | Ханнес Райхельт                                                                              | Марсель Матис                                                                                |                                                                                              |
| 18 мар 2012 | Шладминг, Австрия       | Сл  | Андре Мюрер (4)                                                                              | Феликс Нойройтер                                                                             | Марио Матт                                                                                   |                                                                                              |

### Женщины
| Дата        | Место                      | Вид | Победительница                                                                        | Второе место                                                                          | Третье место                                                                          | Ссылка                                                                                |
| ----------- | -------------------------- | --- | ------------------------------------------------------------------------------------- | ------------------------------------------------------------------------------------- | ------------------------------------------------------------------------------------- | ------------------------------------------------------------------------------------- |
| 22 окт 2011 | Зёльден, Австрия           | Г   | Линдси Вонн (42)                                                                      | Виктория Ребенсбург                                                                   | Элизабет Гёргль                                                                       |                                                                                       |
| 12 ноя 2011 | Леви, Финляндия            | Сл  | Гонка отменена из-за недостатка снега и перенесена на 20 декабря в австрийский Флахау | Гонка отменена из-за недостатка снега и перенесена на 20 декабря в австрийский Флахау | Гонка отменена из-за недостатка снега и перенесена на 20 декабря в австрийский Флахау | Гонка отменена из-за недостатка снега и перенесена на 20 декабря в австрийский Флахау |
| 26 ноя 2011 | Аспен, США                 | Г   | Виктория Ребенсбург (4)                                                               | Элизабет Гёргль                                                                       | Джулия Манкусо                                                                        |                                                                                       |
| 27 ноя 2011 | Аспен, США                 | Сл  | Марлис Шильд (30)                                                                     | Мария Пиетиля Хольмнер                                                                | Мария Хёфль-Риш                                                                       |                                                                                       |
| 2 дек 2011  | Лейк Луиз, Канада          | СС  | Линдси Вонн (43)                                                                      | Тина Вайратер                                                                         | Доминика Гизин                                                                        |                                                                                       |
| 3 дек 2011  | Лейк Луиз, Канада          | СС  | Линдси Вонн (44)                                                                      | Мари Маршан-Арвье                                                                     | Элизабет Гёргль                                                                       |                                                                                       |
| 4 дек 2011  | Лейк Луиз, Канада          | СГ  | Линдси Вонн (45)                                                                      | Анна Феннингер                                                                        | Джулия Манкусо                                                                        |                                                                                       |
| 7 дек 2011  | Бивер-Крик, США            | СС  | Линдси Вонн (46)                                                                      | Фабьенн Сутер                                                                         | Анна Феннингер                                                                        |                                                                                       |
| 10 дек 2011 | Валь-д’Изер, Франция       | СГ  | Гонка отменена из-за недостатка снега и перенесена на 7 декабря в Бивер Крик          | Гонка отменена из-за недостатка снега и перенесена на 7 декабря в Бивер Крик          | Гонка отменена из-за недостатка снега и перенесена на 7 декабря в Бивер Крик          | Гонка отменена из-за недостатка снега и перенесена на 7 декабря в Бивер Крик          |
| 11 дек 2011 | Валь-д’Изер, Франция       | СК  | Гонка отменена из-за недостатка снега                                                 | Гонка отменена из-за недостатка снега                                                 | Гонка отменена из-за недостатка снега                                                 | Гонка отменена из-за недостатка снега                                                 |
| 17 дек 2011 | Куршевель, Франция         | Сл  | Гонка отменена из-за сильного снегопада и перенесена на 18 декабря                    | Гонка отменена из-за сильного снегопада и перенесена на 18 декабря                    | Гонка отменена из-за сильного снегопада и перенесена на 18 декабря                    | Гонка отменена из-за сильного снегопада и перенесена на 18 декабря                    |
| 18 дек 2011 | Куршевель, Франция         | Г   | Гонка отменена из-за сильного снегопада, перенесена на 10 февраля в Сольдеу           | Гонка отменена из-за сильного снегопада, перенесена на 10 февраля в Сольдеу           | Гонка отменена из-за сильного снегопада, перенесена на 10 февраля в Сольдеу           | Гонка отменена из-за сильного снегопада, перенесена на 10 февраля в Сольдеу           |
| 18 дек 2011 | Куршевель, Франция         | Сл  | Марлис Шильд (31)                                                                     | Таня Поутиайнен                                                                       | Катрин Цеттель                                                                        |                                                                                       |
| 20 дек 2011 | Флахау, Австрия            | Сл  | Марлис Шильд (32)                                                                     | Мария Хёфль-Риш                                                                       | Тина Мазе                                                                             |                                                                                       |
| 28 дек 2011 | Лиенц, Австрия             | Г   | Анна Феннингер (1)                                                                    | Федерика Бриньоне                                                                     | Тесса Ворле                                                                           |                                                                                       |
| 29 дек 2011 | Лиенц, Австрия             | Сл  | Марлис Шильд (33)                                                                     | Тина Мазе                                                                             | Микаэла Шиффрин                                                                       |                                                                                       |
| 1 янв 2012  | Мюнхен, Германия           | П   | Этап отменён из-за недостатка снега, переноса на другую дату не было                  | Этап отменён из-за недостатка снега, переноса на другую дату не было                  | Этап отменён из-за недостатка снега, переноса на другую дату не было                  | Этап отменён из-за недостатка снега, переноса на другую дату не было                  |
| 3 янв 2012  | Загреб, Хорватия           | Сл  | Марлис Шильд (34)                                                                     | Тина Мазе                                                                             | Михаэла Кирхгассер                                                                    |                                                                                       |
| 7 янв 2012  | Бад-Клайнкирххайм, Австрия | СС  | Элизабет Гёргль (4)                                                                   | Джулия Манкусо                                                                        | Фабьенн Сутер                                                                         |                                                                                       |
| 8 янв 2012  | Бад-Клайнкирххайм, Австрия | СГ  | Фабьенн Сутер (4)                                                                     | Тина Мазе                                                                             | Анна Феннингер                                                                        |                                                                                       |
| 14 янв 2012 | Кортина-д’Ампеццо, Италия  | СС  | Даниела Меригетти (1)                                                                 | Линдси Вонн                                                                           | Мария Хёфль-Риш                                                                       |                                                                                       |
| 15 янв 2012 | Кортина-д’Ампеццо, Италия  | СГ  | Линдси Вонн (47)                                                                      | Мария Хёфль-Риш                                                                       | Тина Мазе                                                                             |                                                                                       |
| 21 янв 2012 | Марибор, Словения          | Г   | Тесса Ворле (6)                                                                       | Федерика Бриньоне                                                                     | Виктория Ребенсбург                                                                   |                                                                                       |
| 22 янв 2012 | Марибор, Словения          | Сл  | Михаэла Кирхгассер (2)                                                                | Таня Поутиайнен                                                                       | Вероника Зузулова                                                                     |                                                                                       |
| 27 янв 2012 | Санкт-Мориц, Швейцария     | СК  | Линдси Вонн (48)                                                                      | Тина Мазе                                                                             | Николь Хосп                                                                           |                                                                                       |
| 28 янв 2012 | Санкт-Мориц, Швейцария     | СС  | Линдси Вонн (49)                                                                      | Мария Хёфль-Риш                                                                       | Тина Вайратер                                                                         |                                                                                       |
| 29 янв 2012 | Санкт-Мориц, Швейцария     | СК  | Мария Хёфль-Риш (21)                                                                  | Линдси Вонн                                                                           | Николь Хосп                                                                           |                                                                                       |
| 4 фев 2012  | Гармиш, Германия           | СС  | Линдси Вонн (50)                                                                      | Надя Камер                                                                            | Тина Вайратер                                                                         |                                                                                       |
| 5 фев 2012  | Гармиш, Германия           | СГ  | Джулия Манкусо (6)                                                                    | Анна Феннингер                                                                        | Тина Вайратер                                                                         |                                                                                       |
| 10 фев 2012 | Сольдеу, Андорра           | Г   | Отмена из-за сильного ветра, перенос на 2 марта в Офтершванг                          | Отмена из-за сильного ветра, перенос на 2 марта в Офтершванг                          | Отмена из-за сильного ветра, перенос на 2 марта в Офтершванг                          | Отмена из-за сильного ветра, перенос на 2 марта в Офтершванг                          |
| 11 фев 2012 | Сольдеу, Андорра           | Сл  | Марлис Шильд (35)                                                                     | Фрида Хансдоттер                                                                      | Катрин Цеттель                                                                        |                                                                                       |
| 12 фев 2012 | Сольдеу, Андорра           | Г   | Тесса Ворле (7)                                                                       | Тина Мазе                                                                             | Мария Хёфль-Риш                                                                       |                                                                                       |
| 18 фев 2012 | Красная Поляна, Россия     | СС  | Мария Хёфль-Риш (22)                                                                  | Элизабет Гёргль                                                                       | Линдси Вонн                                                                           |                                                                                       |
| 19 фев 2012 | Красная Поляна, Россия     | СК  | Отмена из-за тумана и выпавшего снега, переноса на другую дату не было                | Отмена из-за тумана и выпавшего снега, переноса на другую дату не было                | Отмена из-за тумана и выпавшего снега, переноса на другую дату не было                | Отмена из-за тумана и выпавшего снега, переноса на другую дату не было                |
| 21 фев 2012 | Москва, Россия             | П   | Джулия Манкусо (7)                                                                    | Михаэла Кирхгассер                                                                    | Линдси Вонн                                                                           |                                                                                       |
| 25 фев 2012 | Банско, Болгария           | СС  | Отмена из-за сильного ветра                                                           | Отмена из-за сильного ветра                                                           | Отмена из-за сильного ветра                                                           | Отмена из-за сильного ветра                                                           |
| 26 фев 2012 | Банско, Болгария           | СГ  | Линдси Вонн (51)                                                                      | Тина Вайратер                                                                         | Даниела Меригетти                                                                     |                                                                                       |
| 2 мар 2012  | Офтершванг, Германия       | Г   | Виктория Ребенсбург (5)                                                               | Тина Мазе                                                                             | Ирене Куртони                                                                         |                                                                                       |
| 2 мар 2012  | Офтершванг, Германия       | Г   | Виктория Ребенсбург (5)                                                               | Тина Мазе                                                                             | Элизабет Гёргль                                                                       |                                                                                       |
| 3 мар 2012  | Офтершванг, Германия       | Г   | Виктория Ребенсбург (6)                                                               | Линдси Вонн                                                                           | Тина Мазе                                                                             |                                                                                       |
| 4 мар 2012  | Офтершванг, Германия       | Сл  | Эрин Милзински (1)                                                                    | Рези Стиглер                                                                          | Марлис Шильд                                                                          |                                                                                       |
| 9 мар 2012  | Оре, Швеция                | Г   | Линдси Вонн (52)                                                                      | Федерика Бриньоне                                                                     | Виктория Ребенсбург                                                                   |                                                                                       |
| 10 мар 2012 | Оре, Швеция                | Сл  | Мария Хёфль-Риш (23)                                                                  | Вероника Зузулова                                                                     | Мари-Мишель Ганьон                                                                    |                                                                                       |
| 14 мар 2012 | Шладминг, Австрия          | СС  | Линдси Вонн (53)                                                                      | Марион Роллан                                                                         | Тина Мазе                                                                             |                                                                                       |
| 15 мар 2012 | Шладминг, Австрия          | СГ  | Виктория Ребенсбург (7)                                                               | Джулия Манкусо                                                                        | Марион Роллан                                                                         |                                                                                       |
| 17 мар 2012 | Шладминг, Австрия          | Сл  | Михаэла Кирхгассер (3)                                                                | Вероника Зузулова                                                                     | Марлис Шильд                                                                          |                                                                                       |
| 18 мар 2012 | Шладминг, Австрия          | Г   | Виктория Ребенсбург (8)                                                               | Анна Феннингер                                                                        | Федерика Бриньоне                                                                     |                                                                                       |

### Команды
| Дата        | Место             | Победитель                                                                                                   | Второе место                                                                              | Третье место                                                                                                |
| ----------- | ----------------- | --- | ----------------------------------------------------------------------------------------- | --- |
| 16 мар 2012 | Шладминг, Австрия | Австрия · Ева-Мария Брем · Штефани Кёле · Михаэла Кирхгассер · Макс Франц · Филипп Шёргхофер · Марсель Матис | Швейцария · Лара Гут · Венди Хольденер · Маркус Фогель · Ральф Вебер · Сильван Цурбригген | Швеция · Терезе Борссен · Фрида Хансдоттер · Анна Свенн-Ларссон · Аксель Бек · Маттиас Харгин · Андре Мюрер |

## Зачёт отдельных дисциплин

### Мужчины
| № | Горнолыжник          | Очки |
| - | -------------------- | ---- |
| 1 | Марсель Хиршер       | 1355 |
| 2 | Беат Фойц            | 1330 |
| 3 | Аксель Лунд Свиндаль | 1131 |
| 4 | Ивица Костелич       | 1064 |
| 5 | Ханнес Райхельт      | 1024 |

| № | Горнолыжник     | Очки |
| - | --------------- | ---- |
| 1 | Клаус Крёлль    | 605  |
| 2 | Беат Фойц       | 598  |
| 3 | Дидье Кюш       | 521  |
| 4 | Ханнес Райхельт | 396  |
| 5 | Боде Миллер     | 383  |

| № | Горнолыжник          | Очки |
| - | -------------------- | ---- |
| 1 | Аксель Лунд Свиндаль | 413  |
| 2 | Дидье Кюш            | 400  |
| 3 | Беат Фойц            | 368  |
| 4 | Хьетиль Янсруд       | 342  |
| 5 | Клаус Крёлль         | 304  |

| № | Горнолыжник           | Очки |
| - | --------------------- | ---- |
| 1 | Марсель Хиршер        | 705  |
| 2 | Тед Лигети            | 513  |
| 3 | Массимилиано Блардоне | 408  |
| 4 | Алексис Пентюро       | 364  |
| 5 | Ханнес Райхельт       | 337  |

| № | Горнолыжник      | Очки |
| - | ---------------- | ---- |
| 1 | Андре Мюрер      | 644  |
| 2 | Ивица Костелич   | 610  |
| 3 | Марсель Хиршер   | 560  |
| 4 | Кристиан Девилле | 450  |
| 5 | Стефано Гросс    | 412  |

| № | Горнолыжник          | Очки |
| - | -------------------- | ---- |
| 1 | Ивица Костелич       | 336  |
| 2 | Беат Фойц            | 300  |
| 3 | Ромед Бауман         | 159  |
| 4 | Алексис Пентюро      | 130  |
| 5 | Аксель Лунд Свиндаль | 128  |

### Женщины
| № | Горнолыжница    | Очки |
| - | --------------- | ---- |
| 1 | Линдси Вонн     | 1980 |
| 2 | Тина Мазе       | 1402 |
| 3 | Мария Хёфль-Риш | 1227 |
| 4 | Джулия Манкусо  | 1020 |
| 5 | Элизабет Гёргль | 994  |

| № | Горнолыжница    | Очки |
| - | --------------- | ---- |
| 1 | Линдси Вонн     | 690  |
| 2 | Тина Вайратер   | 400  |
| 3 | Элизабет Гёргль | 384  |
| 4 | Мария Хёфль-Риш | 379  |
| 5 | Джулия Манкусо  | 277  |

| № | Горнолыжница   | Очки |
| - | -------------- | ---- |
| 1 | Линдси Вонн    | 453  |
| 2 | Джулия Манкусо | 381  |
| 3 | Анна Феннингер | 369  |
| 4 | Тина Мазе      | 257  |
| 5 | Фабьенн Сутер  | 226  |

| № | Горнолыжница        | Очки |
| - | ------------------- | ---- |
| 1 | Виктория Ребенсбург | 650  |
| 2 | Линдси Вонн         | 455  |
| 3 | Тесса Ворле         | 446  |
| 4 | Анна Феннингер      | 442  |
| 5 | Тина Мазе           | 367  |

| № | Горнолыжница       | Очки |
| - | ------------------ | ---- |
| 1 | Марлис Шильд       | 760  |
| 2 | Михаэла Кирхгассер | 452  |
| 3 | Тина Мазе          | 413  |
| 4 | Вероника Зузулова  | 377  |
| 5 | Катрин Цеттель     | 356  |

| № | Горнолыжница    | Очки |
| - | --------------- | ---- |
| 1 | Линдси Вонн     | 180  |
| 2 | Тина Мазе       | 122  |
| 3 | Николь Хосп     | 120  |
| 4 | Мария Хёфль-Риш | 110  |
| 5 | Катрин Цеттель  | 79   |

### Кубок наций
| № | Страна    | Очки  |
| - | --------- | ----- |
| 1 | Австрия   | 13676 |
| 2 | Италия    | 6907  |
| 3 | Швейцария | 6503  |
| 4 | США       | 6276  |
| 5 | Франция   | 6131  |

| № | Страна    | Очки |
| - | --------- | ---- |
| 1 | Австрия   | 7767 |
| 2 | Швейцария | 4472 |
| 3 | Италия    | 3861 |
| 4 | Франция   | 3736 |
| 5 | Норвегия  | 2247 |

| № | Страна   | Очки |
| - | -------- | ---- |
| 1 | Австрия  | 5909 |
| 2 | США      | 4057 |
| 3 | Италия   | 3046 |
| 4 | Германия | 2970 |
| 5 | Франция  | 2395 |